# Richard von Bothmer
Pour les articles homonymes, voir Bothmer.
 Richard von Bothmer  (1890 - 1945) est un général allemand de la Seconde Guerre mondiale. Il fut le dernier commandant de Bonn.

## Biographie
Issu de la noblesse d’empire, le comte Richard von Bothmer naît le 27 mai 1890 à Dieuze, dans le district de Lorraine, une zone alors fortement militarisée du Reich allemand. Sa famille comptant de nombreux militaires de carrière, Richard se destine très tôt au métier des armes et s’engage le 1er avril 1910 dans le 138e régiment d'infanterie. Après ses classes d’élève-officier, il est promu Leutnant le 1er mars 1910.

### Première Guerre mondiale
Pendant la Première Guerre mondiale, Bothmer sert comme Bataillons-Adjutant, dans le 138e Regiment, où il est promu  Oberleutnant le 18 décembre 1915. Il passe Regiments-Adjutant en mars 1915 dans son régiment, puis dans la 65e Infanterie-Brigade à partir de janvier 1918. En août 1918, il retourne dans le 138e Regiment, comme chef de compagnie. 

### Entre-deux-guerres
Après la guerre, en 1919, Richard von Bothmer est nommé chef de bataillon dans son régiment et remplit différentes fonctions. Transféré d’abord dans le 1er Landesjäger-Regiment à Halle en octobre 1919, il est nommé officier d’ordonnance dans le 31e Reichswehr-Jäger-Regiment le 26 janvier 1920, avant d’être affecté dans le 12e Infanterie-Regiment, où il est promu Hauptmann le 20 mars 1922. D’abord chef de compagnie, Bothmer devient officier instructeur à l’école d’infanterie en avril 1924. Le 1er octobre 1928, il est nommé chef de compagnie dans le 3e Infanterie-Regiment, où il est promu Major en octobre 1932. Bothmer est nommé ensuite commandant de bataillon dans un régiment d’infanterie à Cassel, où il est promu Oberstleutnant le 1er juin 1935. Il est affecté ensuite dans le 87e Infanterie-Regiment en octobre de la même année, puis dans le 111e Infanterie-Regiment en octobre 1936. Il est promu Oberst, le 1er octobre 1937. Le 10 novembre 1938, le colonel Bothmer est nommé commandant de Salzbourg, poste qu’il occupe jusqu’en août 1939.

### Seconde Guerre mondiale
À la veille de la Seconde Guerre mondiale, Richard von Bothmer est affecté dans le 499e Infanterie-Regiment, où il restera jusqu’en avril 1941. Il est affecté ensuite à Naples d’avril 1941 à janvier 1942. Envoyé sur le Front de l’Est, Bothmer est nommé Feldkommandeur (768) dans l’Oblast de Rostov, poste qu’il occupe jusqu’en mars 1943. Il est ensuite mis à disposition dans la Führerreserve jusqu’au 10 septembre 1943, date à laquelle il est nommé Feldkommandeur (1032) dans le nord-ouest de la Grèce à Janina. Le 1er décembre 1944, Bothmer est promu Generalmajor à ce poste. Mis à disposition dans la Führerreserve en janvier 1945, Bothmer est nommé une dernière fois commandant en chef à Bonn en Rhénanie, le 14 février 1945. Il reprend notamment les responsabilités du général Botsch dans le secteur de Remagen, où la situation est désespérée et dont le pont sera pris par les Américains le 7 mars 1945. Sachant la guerre perdue, Richard von Bothmer est arrêté le 10 mars 1945, pour abandon de poste et insubordination. Déshonoré, il est, le jour même, poussé au « suicide ». 
Sa sépulture se trouve aujourd'hui à Hennef, en Rhénanie-du-Nord-Westphalie.

## Décorations
- Ritterkreuz des königlichen Hausordens von Hohenzollern mit Schwertern (9 octobre 1918)